# Gaston Garchery
Gaston Garchery est un acteur français, né Gaston Armand Garchery, à Paris 11e le 23 février 1889 et mort à Paris 10e le 19 février 1963 .

## Filmographie
- 1931 : Le Bouif au salon de Louis Mercanton - court métrage -
- 1945 : François Villon de André Zwobada
- 1949 : La Maternelle de Henri Diamant-Berger - Un policier
- 1950 : Boîte de nuit d'Alfred Rode
- 1951 : L'Étrange Madame X de Jean Grémillon
- 1951 : Chacun son tour d'André Berthomieu
- 1951 : Jamais deux sans trois d'André Berthomieu
- 1951 : Les Sept Péchés capitaux - "Sketch indéterminé" -
- 1951 : Une histoire d'amour de Guy Lefranc
- 1951 : La nuit est mon royaume de Georges Lacombe
- 1952 : L'Amour, Madame de Gilles Grangier
- 1952 : Rendez-vous à Grenade de Richard Pottier
- 1952 : Brelan d'as de Henri Verneuil
- 1952 : Nous sommes tous des assassins d'André Cayatte
- 1956 : Mitsou de Jacqueline Audry